# Anna Plochl
Anna Maria Josephine Plochl, baronessa di Brandhofen e contessa di Merano (Bad Aussee, 6 gennaio 1804 – Bad Aussee, 4 agosto 1885), fu moglie morganatica dell'arciduca d'Austria Giovanni d'Asburgo-Lorena, figlio dell'imperatore Leopoldo II del Sacro Romano Impero e fratello di Francesco I d'Austria.

## Biografia

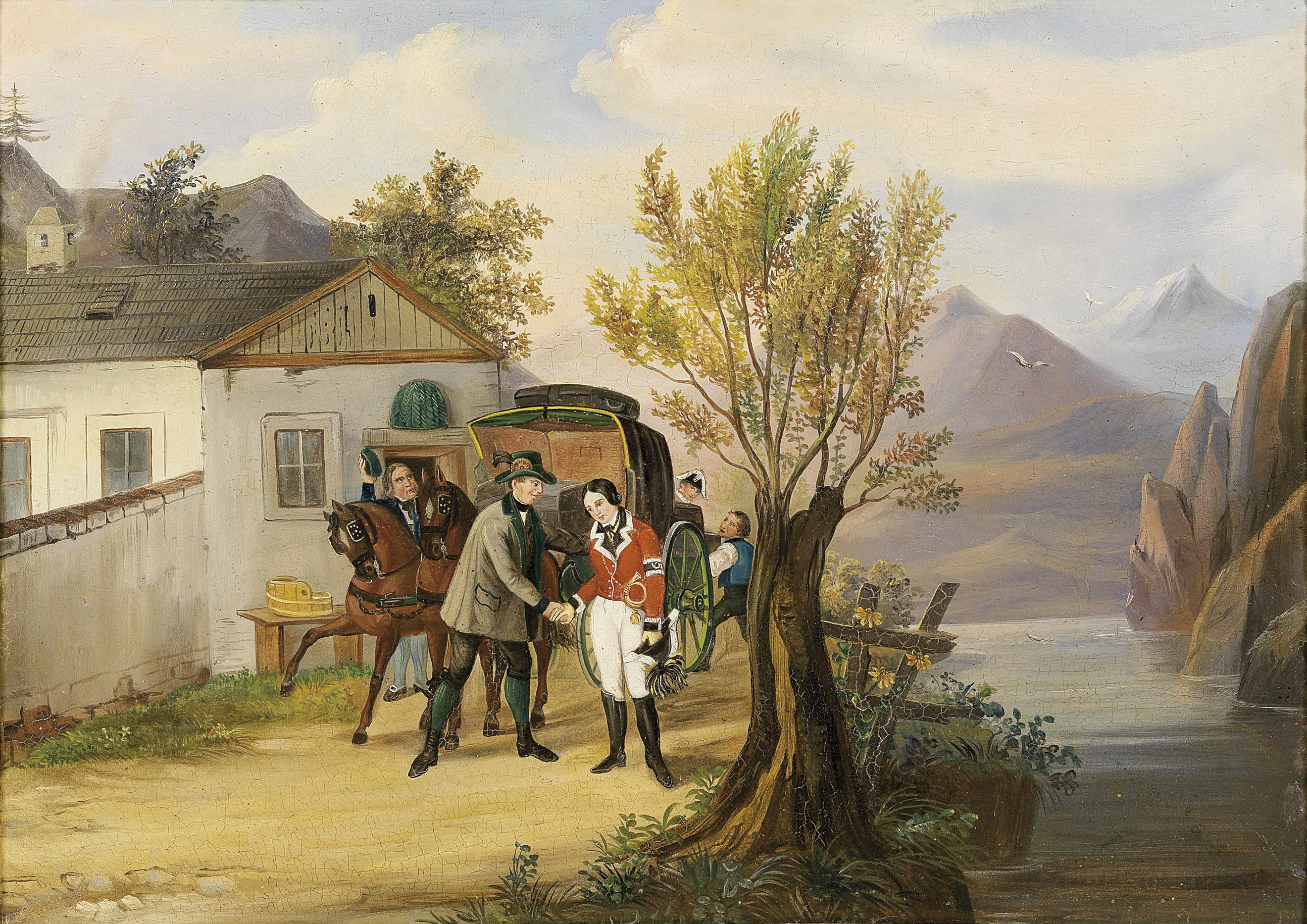
Il primo incontro tra l'arciduca Giovanni e Anna Plochl in un dipinto anonimo del XIX secolo

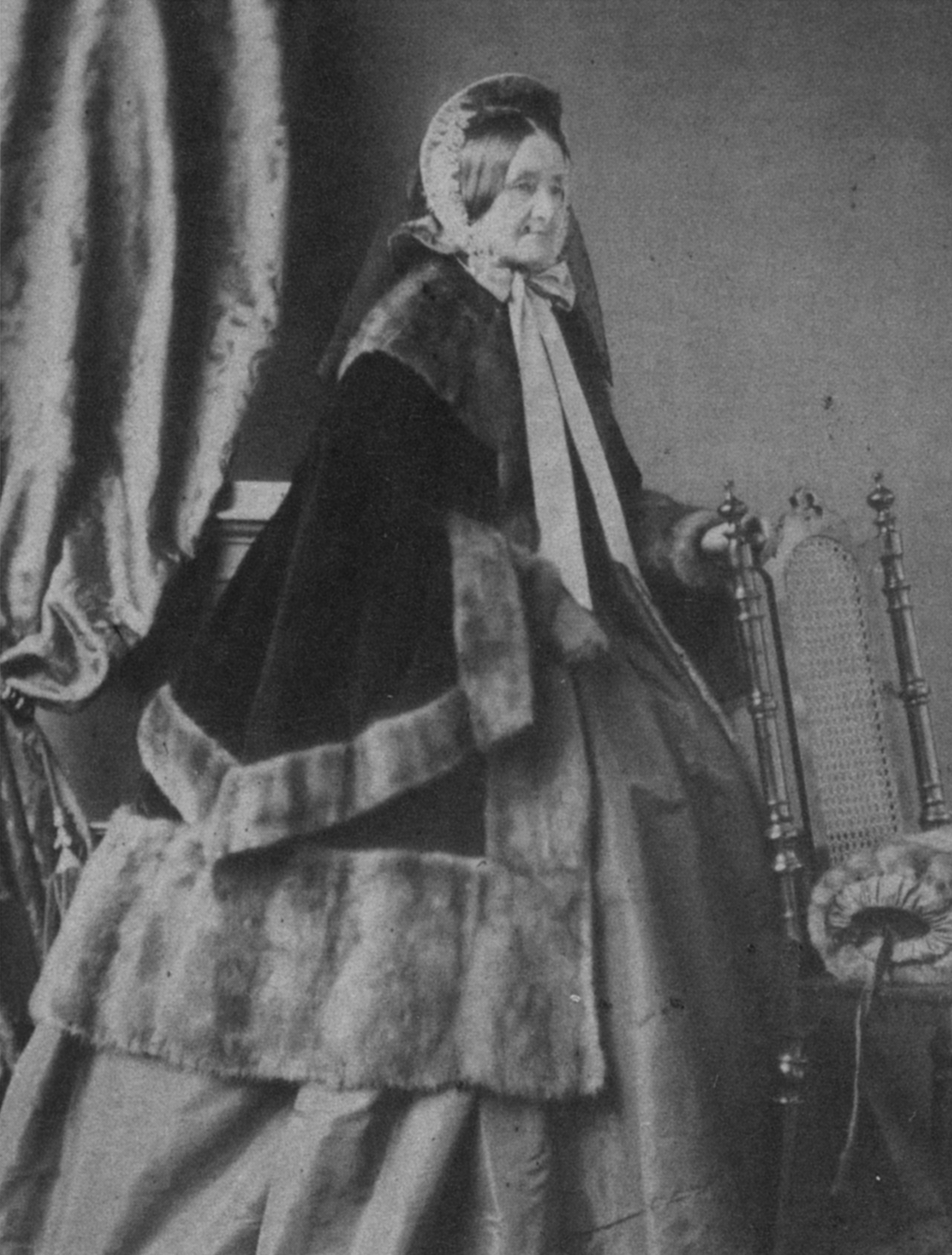
Anna Plochl, fotografia del 1860

Anna Plochl era la maggiore dei 13 figli del maestro di posta di Bad Aussee Jakob Plochl (1774-1822) e di e sua moglie Anna Pilz (1782-1821). Dopo la morte prematura della madre, fu lei a ricoprirne il ruolo ed a prendersi cura del resto della famiglia e della casa. All'età di 15 anni, il 22 agosto 1819, incontrò per la prima volta presso il Lago Toplitz l'arciduca Giovanni d'Asburgo-Lorena: Anna si prodigò per fare da cocchiere per riportare l'arciduca a Vienna, travestendosi da giovanotto. L'arciduca rimase impressionato dalla vivace ragazza che tornò a ritrovarla. I due da subito si innamorarono vicendevolmente ed intrapresero una relazione clandestina dato l'alto rango di lui e la condizione di lei.
Nel 1823, finalmente, Giovanni trovò il coraggio di chiedere al fratello, l'imperatore Francesco I d'Austria (in quanto capo della casata d'Asburgo), il permesso di sposare l'amata, ma questi gli negò il permesso in quanto Anna era una cittadina qualunque non titolata. Malgrado la decisione del fratello, Giovanni decise di trasferirsi in quello stesso anno a vivere con l'amata nel Castello di Brandhof. La coppia si sposò il 18 febbraio 1829 dopo una lunga battaglia per il consenso dell'imperatore; tale consenso giunse solo nel 1833.

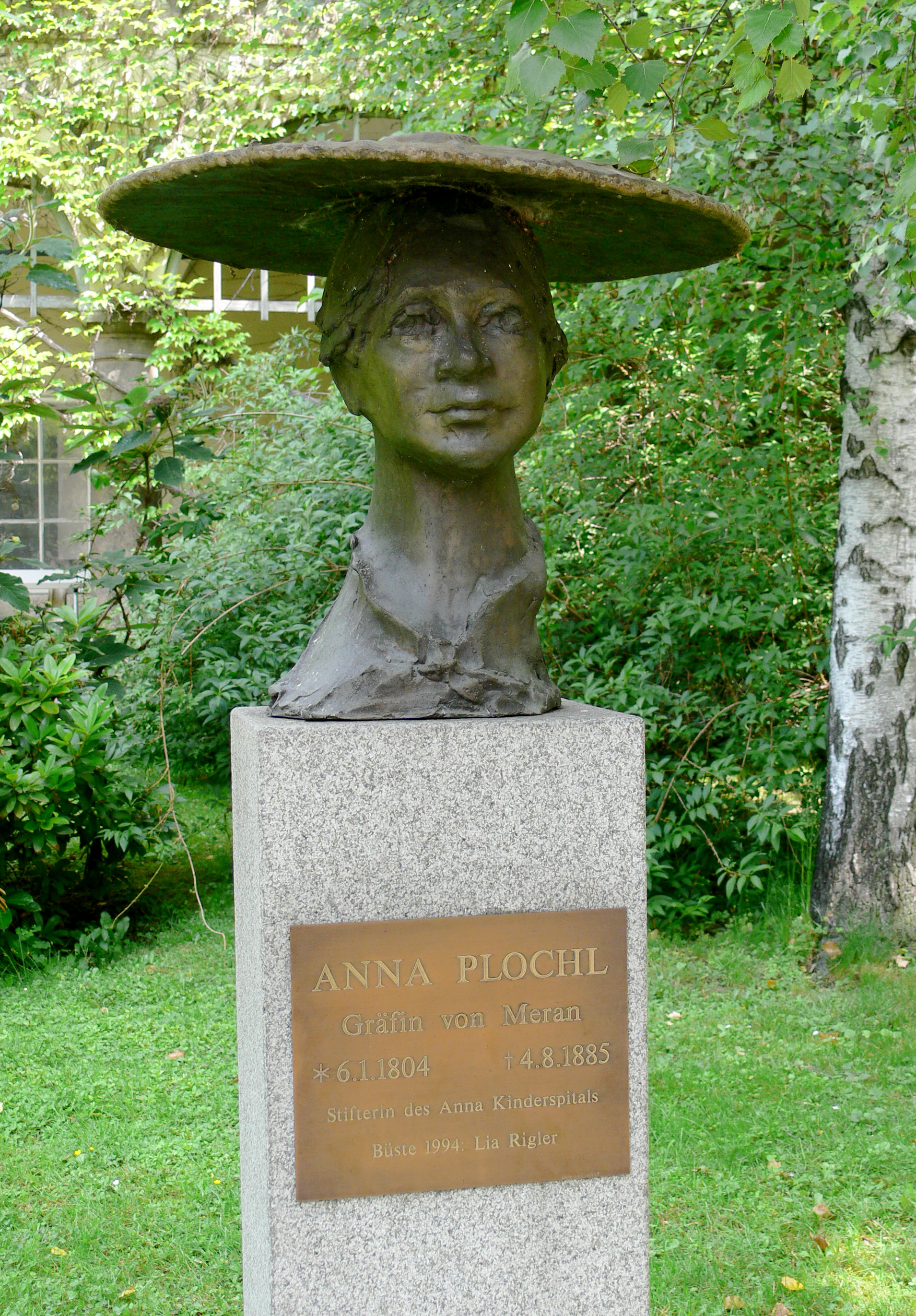
Busto di Anna Plochl a Graz

Nel 1834 Anna Plochl, per mano di Francesco II, venne creata baronessa von Brandhofen, dal nome della tenuta del marito dove la coppia viveva. Il figlio ed erede della coppia, Franz, nacque nel 1839. Grazie alla mediazione del principe di Metternich nel 1844 la coppia ottenne il titolo di conte di Merano a firma di Ferdinando I d'Austria.
Anna divenne particolarmente nota nella società austriaca dell'epoca per la sua passione per la cucina, in particolare per quella della Stiria che aiutò a promuovere e di cui diffuse le specialità regionali.
Dopo la morte del marito nel 1859, Anna gli sopravvisse altri 26 anni durante i quali si dedicò prevalentemente ad opere assistenziali e di beneficenza come ad esempio l'ospedale infantile di Graz che ancora oggi porta il suo nome. Anna morì nell'agosto del 1885 a Bad Aussee e venne sepolta accanto al marito nel mausoleo di Scena, nei pressi di Merano.

## Matrimonio e figli
Il 18 febbraio 1829, sposò l'arciduca Giovanni d'Asburgo-Lorena, figlio dell'imperatore Leopoldo II del Sacro Romano Impero e dell'infanta Maria Luisa di Spagna. La coppia ebbe un solo figlio:
- Franz von Meran (1839-1891), conte di Merano, sposò nel 1862 Teresa von Lamberg (1836-1913).[4]

## Film
Nel 1950 venne realizzato un film dal titolo Erzherzog Johanns große Liebe e nel 2009 è stato girato un film in tedesco dal titolo Geliebter Johann Geliebte Anna. Entrambi raccontano le vicende dell'amore travagliato tra l'arciduca Giovanni e l'amata Anna.